# Группа Сан-Ильдефонсо
Группа Ильдефонсо — античная беломраморная скульптурная группа из музея Прадо, изображающая пару идеализированных юношей в лавровых венках. Юноша справа обнимает юношу слева, который в правой руке держит опрокинутый вниз факел (символ смерти), а в левой руке — другой факел, перекинутый через плечо (не сохранился). Как юноши с факелами в Древнем мире обычно изображались Диоскуры. Слева от юношей — небольшая фигура богини, прижимающей к груди шарообразный предмет (возможно, яйцо, из которого вылупились близнецы Кастор и Полидевк).
Скульптурная группа известна с 1623 года, когда она украшала виллу Людовизи в Риме. Утраченная голова левой фигуры была воссоздана скульптором Ипполито Буцци по заказу владельца статуи — кардинала Людовизи. В середине XVII века статуей владели учёный кардинал Камилло Массимо и шведская королева Кристина, завещавшая свои антики семейству папы Одескальки. Статуя пользовалась огромным успехом среди мастеров классицизма: около 1628 года её зарисовал Пуссен, а в конце XVII века Куазево изваял мраморную копию для парка Версальского дворца.
В 1724 г. композицию «Антиной и Адриан» (как тогда называли это произведение) за весьма крупную для того времени сумму приобрела испанская королева Изабелла Фарнезе — последняя представительница итальянского рода, прославленного коллекционированием античной скульптуры. Шедевр перевезли в загородный королевский дворец Ла-Гранха в городе Ильдефонсо, где он оставался до 1839 года. Позднее был перенесён для всеобщего обозрения в Прадо.
Личность изображённых юношей начиная с XVII века породила множество толкований, но достоверно так и не была установлена. Первое научное описание произведения опубликовал в 1767 году Винкельман, трактовавший его сюжет как искупительное жертвоприношение Ореста и Пилада богине Артемиде. Однако уже Гёте, который заказал для себя слепок со статуи, предпочитал видеть в юношах Кастора и Поллукса. Судя по опущенному факелу, они приносят жертву Персефоне, которая держит в руке плод граната.
Юноши изваяны в натуральную величину. При этом стилистика статуй — совершенно разная. Очевидно, древнеримский скульптор, работавший при одном из первых императоров, «слепил» фигуру справа с неизвестного произведения мастера круга Поликлета (наподобие эфеба Вестмакотта), а фигуру слева — с гораздо более позднего произведения из мастерской Праксителя (наподобие Аполлона Савроктона).